# Eupithecia austeraria
Eupithecia austeraria là một loài bướm đêm trong họ Geometridae.